# Reestructuración industrial
La reestructuración industrial es la reestructuración del sector secundario de la economía. Se aplica particularmente a la salida de la crisis industrial consecuente a la crisis de 1973, que abordaron los países de la OCDE (los más desarrollados del entonces denominado bloque capitalista o primer mundo) desde el año 1975, con la marcada excepción de España, sumida en el proceso político de la Transición Española, que lo retrasó a los años 1980.
La reestructuración industrial en esa circunstancia se componía de un proceso de reconversión industrial y otro simultáneo de reindustrialización, ambos dirigidos por el estado mediante políticas financieras, fiscales y laborales.